# هورست كورشينج
هورست كورشينج (بالألمانية: Horst Korsching) هو فيزيائي ألماني ومن علماء الفيزياء النووية الألمان الذين تم عزلهم في فارم هول في إنجلترا من قبل المخابرات البريطانية والأمريكية في إطار ماعرف بعملية إبسيلون بعد انتهاء الحرب العالمية الثانية مباشرة.

## حياته
وُلد هورست كورشينج في 12 أغسطس 1912 في غدانسيك ببولندا وتوفي في 21 مارس 1998 في هيلدسهايم.
إلتحق بالمدرسة في غدانسيك وبرلين. بعد حصوله على شهادة الأبيتور الثانوية التحق في عام 1932 بجامعة هومبولت في برلين (Humboldt-University Berlin) لدراسة الفيزياء. في العام 1938 حضر الدكتوراه في معهد كايزر فيلهيم للفيزياء (بالألمانية: Kaiser-Wilhelm-Institut für Physik)، والذي كان أحد المعاهد التابعة لجمعية كايزر فيلهيلم ومقره في برلين، وأجريت المناقشة الشفهية للدكتوراه في جامعة برلين في 3 أكتوبر 1938. كان موضوع الرسالة حول العزم القطبي الرباعي والعزم الميكانيكي.
في معهد كايزر فيلهيلم للفيزياء كان زميلًا لكارل فيرتز. خلال سنوات الحرب العالمية الثانية، تركزت بحوثه حول فصل النظائر وتخصيب اليورانيوم والعزم المغناطيسي لنوات الذرة والانتشار الحراري، تحت إشراف كورت ديبنر وفيرنر هايزنبرغ . في عام 1943 انتقل مع موظفي المعهد إلى هشينغن هروبا من القصف الجوي للحلفاء. في أواخر ربيع عام 1945، ألقت القوات المسلحة البريطانية والأمريكية القبض على كورشينج مع مجموعة من زملاءه وسُجنوا في فارم هول بإنجلترا لمدة ستة أشهر في إطار عملية إبسيلون.
بعد انتهاء الحرب تم تغيير إسم المعهد إلى معهد ماكس بلانك للفيزياء (MPIP)، والذي تم افتتاحه في منطقة الاحتلال البريطاني في غوتنغن، وبعد خروجه من السجن في عام 1946، إنضم كورشينج للعمل في المعهد. في العام 1958 انتقل مع المعهد إلى ميونيخ، حيث طور هناك طريقة لقياس الانتشار الحراري ومعامل الانتشار.